# Gottfried Benn
Gottfried Benn (Mansfeld, Brandenburg, 2. svibnja 1886. – Zapadni Berlin, 7. srpnja 1956.) bio je njemački liječnik, pjesnik i esejist.

## Djetinjstvo i školovanje
Rođen je kao drugo dijete luteranskog pastora Gustava Benna i Švicarkinje Caroline Benn, rođene Jequier. Još kao dijete preselio je s roditeljima u selo Sellin u Neumarku, gdje je pohađao osnovnu školu.
Od rujna 1897. do rujna 1903. pohađa Friedrichovu gimnaziju u Frankfurtu na Odri. Živio je u internatu.
Nakon završene mature 1903. i 1904., studira teologiju, filozofiju i filologiju na sveučilištu u Marburgu i Berlinu. Studij medicine, na vojno-medicinskoj akademiji u Berlinu, upisuje 1905., a završava 1910.
Njegov rad "Etiologija pubertetske epilepsije" dobio je prvu nagradu Medicinskog fakulteta Berlinskog sveučilišta.
Služi kao liječnik u pješadijskoj jedinici 1911. u Prenzlau.

## 1912. – 1914.
Otpušten je 1912. iz vojske zbog zdravstvenih razloga. 
Brani u Berlinu doktorsku disertaciju o učestalosti dijabetesa u vojsci. Radi kao patolog i serolog u berlinskoj bolnici u četvrti Charlottenburg. 
Objavljuje prvu knjigu stihova: "Mrtvačnica i druge pjesme" ("Morgue und andere Gedichte"). 
U sentimentalnj je vezi s pjesnikinjom Else Lasker-Schüler. Kontaktira s pjesnicima ekspresionističkog kruga. 
Druga zbirka pjesama: "Sinovi" (Söhne) tiskana mu je 1913.  
Na odmoru, na otoku Hiddensee, upoznaje udovicu iz Münchena Edith Osterloh, s kojom se vjenčao iduće godine. 
U jesen je postavljen za rukovoditelja Patološkog instituta u jednoj berlinskoj bolnici. 
Od ožujka do lipnja 1914. na putovanju je za SAD - kao brodski liječnik. 

## Prvi svjetski rat
Izbijanjem Prvog svjetskog rata, odlazi kao vojni liječnik na bojište u Belgiju. U Bruxellesu je odgovoran za vojne javne kuće. 
Piše pjesme i prozu, a 1916. objavljene su mu novele: "Mozgovi" ("Gehirne").

## 1917. – 1931.
U izdanju časopisa "Die Aktion", 1917. objavljene su, pod naslovom "Meso" ("Fleisch") sabrane pjesme. 
Vraća se iz Belgije i otvara u Berlinu ordinaciju za kožne i spolno prenosive bolesti, koju će držati sve do 1935. 
Piše i objavljuje prozu i eksperimentira dramskim tekstovima. Esej: "Moderno ja" ("Das moderne Ich") tiskan je 1919. 
U Berlinu 1922. izlaze Bennovi "Sabrani spisi" ("Die Gesammelten Schriften"). 
Umire Edith Benn-Osterloh. Zbirka pjesama. "Krš" ("Schutt") izlazi iz tiska 1924.
Dvije nove zbirke pjesama izlaze 1925.: "Rascjep" ("Spaltung") i "Opijanje" ("Betäubung"). 
Oratorij "Neprestano" ("Das Unaufhörliche") piše 1931. za Paula Hindemitha, premijera je održana 21. studenog.

## 1932. – 1945.
Izabran je 1932. za člana pruske akademije umjetnosti. 
Pozdravlja dolazak nacionalsocijalista na vlast 1933. Ubrzo uviđa zabludu, ali ne odlazi u emigraciju kao mnogi njemački pisci i intelektualci. Odbija kritiku koju mu upućuje Klaus Mann. Njegovi tekstovi "Nova država i intelektualci" i "Umjetnost i moć" pokazuju duboko neshvaćanje situacije.
Izložen kritici, pa i oštrim napadima nacističkih organa, traži utočište u vojsci koja je, po njemu, "neka vrsta aristokratske emigracije". Reaktivira se 1. travnja i odlazi kao vojni liječnik u Hannover. 
"Izabrane pjesme" ("Ausgewählte Gedichte") izlaze 1936. To je bila posljednja javna publikacija tiskana prije konačne zabrane objavljivanja. Nacistički organi oštro ga napadaju u listovima. "Das Schwarze Korps" i "Völkischer Beobachter".
Premješten je 1937. u Vrhovnu vojnu komandu u Berlin, gdje su u njegovoj nadležnosti pitanja snabdijevanja, mirovine i invalidska pitanja.
Ženi se 1938. Hertom von Wedemeyer, s kojom je održavao vezu u Hannoveru. 
U ožujku je isključen iz nacističkog društva književnika i zabranjeno mu je objavljivanje tekstova. Te i sljedećih godina piše pjesme, pjesničku prozu i eseje; posebno u nekoliko pjesama (General, Monolog, Stihovi, Pjesme) obračunava se (zakašnjelo) s nacizmom.
Godine 1943. premješten je na novu, sanitetsku vojnu dužnost u vojarnu u Landsberg na Warthi, gde će ostati do kraja rata. 
Piše pjesme, ("Zweiundzwanzig Gedichte"), zatim "Roman fenotipa" ("Roman des Phänotyp") i esejističke tekstove (Svijet izraza).
Pred nadiranjem Crvene armije bježi 1945. u Berlin; njegova žena se, prvih dana poslije njemačkog sloma, ubija u jednom selu. Savezničke vlasti stavljaju ga, zajedno s drugim kompromitiranim piscima, na crnu listu autora kojima je zabranjeno objavljivanje.

## 1946. – 1956.
Godine 1946. ženi se dr. Ilse Kaul.
Prva poslijeratna zbirka: "Statičke pjesme" ("Statische Gedichte"), izlazi 1948. u Švicarskoj. Uskoro zatim ukida se zabrana objavljivanja i u SR Njemačkoj izlaze iz tiska "Tri starca" ("Drei alte Männer").
U Wiesbadenu 1949. izlaze izabrane pjesme pod naslovom "Pijana plima" ("Trunkene Flut"), kao i eseji i aforizmi "Svijet izraza" ("Ausdruckswelt") te proza "Ptolomejević", ("Der Ptolemäer").
"Dvostruki život" ("Doppelleben"), dva autobiografska zapisa, izlazi iz tiska 1950. 
Ponovo osvaja čitalačku publiku. Izlaze: Rana proza i govori, Fragmenti (Nove pjesme), značajni esej "Problemi lirike", Eseji. Krajem godine dobiva Büchnerovu nagradu.
Drama "Glas iza zavjese" ("Die Stimme hinter dem Vorhang") izlazi 1952., kao i rana lirika i drame.
Novu zbirku pjesama: "Destilacije", ("Destillationen") objavljuje 1953., a esej "Starenje kao problem za umjetnika" 1954. 
Posljednja zbirka pjesama za života: "Apreslude" ("Aprèslude") izašla je 1955. 
Proslavlja sedamdeseti rođendan 2. svibnja, a umire 7. srpnja 1956.

## Djela
- Morgue und andere Gedichte - Mrtvačnica i druge pjesme (1912.)
- Söhne - Sinovi. Nove pjesme (1913.)
- Gehirne - Mozgovi. Novele (Leipzig 1916.)
- Fleisch - Meso. Sabrane pjesme (1917.)
- Die Gesammelten Schriften - Sabrani spisi (1922.)
- Schutt - Krš (1924.)
- Spaltung - Rascjep. Nove pjesme (1925.)
- Sabrane pjesme (1927.)
- Oratorij. Das Unaufhörliche - Neprestano (1931.), glazba Paula Hindemitha
- Der neue Staat und die Intellektuellen - Nova država i intelektualci (1933.)
- Kunst und Macht - Umjetnost i moć (1934.)
- Ausgewählte Gedichte - Izabrane pjesme (1936.)
- Zweiundzwanzig Gedichte - Dvadeset i dvije pjesme (1943.)
- Statische Gedichte - Statičke pjesme (1948.)
- Drei alte Männer - Tri starca (1949.)
- Der Ptolemäer - Ptolomejević (1949.)
- Ausdruckswelt - Svijet izraza. Eseji i aforizmi (1949.)
- Trunkene Flut - Pijana plima. Izabrane pjesme (1949.)
- Roman des Phänotyp - Roman fenotipa (napisan 1943., objavljen 1949.)
- Doppelleben - Dvostruki život (1950.)
- Fragmente - Fragmenti. Nove pjesme (1951.)
- Probleme der Lyrik (1951.)
- Essays - Eseji (1951.)
- Die Stimme hinter dem Vorhang - Glas iza zavjese (1952.)
- Destillationen - Destilacije. Nove pjesme (1953.)
- Altern als Problem für Künstler - Starenje kao problem za umjetnike (1954.)
- Aprèslude (1955.)